# Stazione di Oppio
A Stazione di Oppio vasútállomás Olaszországban, Toszkána területén található.

## Vasútvonalak
Az állomást az alábbi vasútvonalak érintik:
- Alto Pistoiese-vasútvonal

## Kapcsolódó állomások
A vasútállomáshoz az alábbi állomások vannak a legközelebb:
- Stazione di Maresca
- Stazione di Gavinana